# 告台湾同胞书
《告台湾同胞书》是中華人民共和國成立后政府、民主党派、全国人民代表大会等组织机构对台湾发表的公开信，被视为是中国共产党和中華人民共和國政府对两岸关系最早的政策性文件，其在历史上总共发表六次。其中，以1979年1月1日中美建交當天，由全国人民代表大会常务委员会发表的最为著名，影響持續至今，其内容主要为商讨结束两岸军事对峙状态、并提出两岸三通、扩大两岸的交流。

## 历史
《告台湾同胞书》首次发表於1950年2月28日，由台湾民主自治同盟所发表，提出要完成解放台湾的任务。
第二次发表於1958年10月6日，即八二三炮战结束後翌日，由中国共产党中央委员会主席毛泽东親自撰写，後由国防部部长彭德怀所发表，全称为《中华人民共和国国防部告台湾同胞书》，其内容是要求台湾共同对付美国为首的帝国主义，并指八二三炮战为惩罚性质及提前通知停止炮击金门七天。
第三次发表於1958年10月25日，即《中华人民共和国国防部再告台湾同胞书》，其内容是向台湾提出要求团结一致，与美国結盟是没有出路，应团结一致对外。
第四次发表於1958年11月1日，即《中华人民共和国国防部三告台湾同胞书》，但從來没有发表。
第五次发表於1979年1月1日，《告台灣同胞書》由全国人民代表大会常务委员会所发表，事前由叶剑英主持的全国人大常委会会议通过。同时，中国国防部部长徐向前发表了关於停止自1958年起对金門群島炮击的声明。其内容是向台湾提出，统一中国为大势所趋、人心所向，应尽快结束分裂局面，統一中國，於此，并提出了结束两岸军事对峙、开放“两岸三通”、扩大两岸交流等方针。此次发表在国内外引发重大反应，被视为中国大陆对台政策的首度转变。
中国共产党和中华人民共和国领导人此后虽然也会发表对台立场，但均未再使用《告台湾同胞书》之名。 
直到2019年1月2日，中国共产党中央委员会总书记习近平再次发表《告台灣同胞書》，确立取代过去「江八点」、「胡六点」等对台大政方针的「习五条」。

## 纪念

### 十周年纪念活动
1988年12月30日，纪念《告台湾同胞书》发表10周年座谈会举行。中华人民共和国国务院副总理、中央对台工作领导小组副组长吴学谦发表题为《中国必须统一，国家不应分裂》的讲话。

### 二十周年纪念活动
1999年1月28日，《告台湾同胞书》发表20周年座谈会举行。中華人民共和国国务院副总理、中央对台工作领导小组副组长钱其琛发表题为《为推动祖国和平统一大业而努力奋斗》的讲话。此次座谈会亦为纪念江八点发表4周年。

### 三十周年纪念活动
2008年12月31日上午，纪念《告台湾同胞书》发表30周年座谈会在北京人民大会堂举行，中共中央总书记胡锦涛发表题为《携手推动两岸关系和平发展，同心实现中华民族伟大复兴》的讲话，他提出的两岸政策，被称为“胡六点”。

### 四十周年纪念活动
2019年1月2日上午，《告台湾同胞书》发表40周年纪念会在北京人民大会堂举行，中共中央总书记习近平发表题为《为实现民族伟大复兴 推进祖国和平统一而共同奋斗》的談话“习五点” ，定調九二共識為「海峽兩岸同屬一個中國，共同努力謀求國家統一」，实现“和平统一、一国两制”目标，并深化兩岸交流，实现同胞心灵契合。但不承诺对台湾放弃使用武力，并为统一台湾保留采取一切必要措施的选项。
中国中央电视台于2019年初特別推出歷史紀錄片《台海紀事》。值得關注的是，此前宣布投入2020年中華民國總統選舉的前國民黨主席朱立倫，也現身該紀錄片，主談「九二共識」。朱立倫在第四集現身，指「九二共識」是一個重要基礎、重要里程碑，「因為就是從『九二共識』開始，兩岸才可以進行交流，可以相互走向和平」。台灣政治人物則邀請其他國民黨前主席連戰、吳伯雄、洪秀柱等。
中華民國總統蔡英文表示，中华民国在92年未與陸方達成九二共识，也绝不会接受一国两制。她亦批判習近平将“九二共识”诠释为“一个中国、一国两制”。蔡英文同时认为北京当局施压国际企业、军机军舰绕台，不会给台湾带来心灵契合。中华人民共和国国务院台湾事务办公室在蔡英文讲话后发表新闻稿对其进行批评。發言人馬曉光表示，“民进党当局领导人蔡英文大放厥词，赤裸裸地宣泄其“两国论”分裂立场，违逆两岸同胞改善发展两岸关系的意愿，进一步煽动两岸对立，破坏两岸关系和平发展局面。”这是中共中央台办、国台办自2016年5月蔡英文就职以来首次对台湾蔡英文当局的台独立场作出定性。